# Liste des compagnies aériennes en Jordanie
Voici une liste des compagnies aériennes opérant actuellement en Jordanie.

## Compagnies aériennes régulières
| COMPAGNIE AÉRIENNE | IATA | OACI | Indicatif d'appel | IMAGE | Depuis | Remarques |
| ------------------ | ---- | ---- | ----------------- | ----- | ------ | --------- |
| Royal Jordanian    | RJ   | RJA  | JORDANIAN         |       | 1963   |           |

## Compagnies aériennes charter
| COMPAGNIE AÉRIENNE | IATA | OACI | Indicatif d'appel | IMAGE | Depuis | Remarques |
| ------------------ | ---- | ---- | ----------------- | ----- | ------ | --------- |
| Arab Wings         |      | AWS  | ARAB WINGS        |       | 1975   |           |
| FlyJordan          | FO   | FJR  | Solitaire Air     |       | 2015   |           |
| Jordan Aviation    | R5   | JAV  | JORDAN AVIATION   |       | 2000   |           |
| Raya Jet           |      | RYT  |                   |       | 2005   |           |

## Compagnies aériennes cargo
| COMPAGNIE AÉRIENNE             | IATA | OACI | Indicatif d'appel | IMAGE | Depuis | Remarques |
| ------------------------------ | ---- | ---- | ----------------- | ----- | ------ | --------- |
| Jordan International Air Cargo | J4   | JCI  |                   |       | 2004   |           |
| Royal Jordanian Cargo          | R5   | JAV  | JORDAN AVIATION   |       | 2000   |           |

## Voir également
- Liste des compagnies aériennes
- Liste des anciennes compagnies aériennes de Jordanie
- Liste des anciennes compagnies aériennes d'Asie

- Liste des compagnies aériennes en Asie
- Liste des compagnies aériennes en Europe